# Хуго Франц фон Залм-Райфершайт
Франц Йозеф Антон Карл Хуго фон Залм-Райфершайт-Райц (на немски: Franz Joseph Anton Karl Hugo Erbgraf und Altgraf zu Salm-Reifferscheidt-Raitz; * 1 април 1776, Виена; † 31 март 1836, Виена) е наследстен граф и алтграф на Залм-Райфершайт-Райц в Моравия, индустриалец и изследовател на натурата.

## Живот
Той е единствен син (близнак) на 1. княз (от 1790) и алтграф Карл фон Залм-Райфершайт-Райц (1750 – 1838) и първата му съпруга му принцеса Паулина фон Ауершперг (1752 – 1791), дъщеря на 5. княз Карл Йозеф Антон фон Ауершперг (1720 – 1800) и графиня Мария Йозефа Траутсон фон Фалкенщайн (1724 – 1792). Баща му Карл фон Залм-Райфершайт-Райц се жени втори път 1792 г. за графиня Мария Антония Паар (1768 – 1838).
Хуго Франц следва право в университета във Виена, интересува се също от химия, миньорство и металургия. След 1797 г. той се занимава с месмеризъм, производството на индиго и цвеклова захар. Той въвежда в Австрия и Моравия ваксинацията против едра шарка на кравите. През 1801 г. пътува до Англия и изучава там подобрението на продукцията и новостите за индустрията и занаятчийството.
Хуго Франц управлява фамилните собствености в Чехия. Той разширява дворцовата библиотека, основана от баща му в Райц.
Хуго фон Залм-Райфершайт-Райц умира на 59 години преди баща си на 31 март 1836 г. във Виена.

## Фамилия
Хуго Франц се жени на 1 септември 1802 г. в Арнау за Мария Йозефа МкКафри от Кеанморе (* 21 март 1775, Молсайм; † 24 април 1836, Виена), дъщеря на граф Роберт МкКафри и графиня Мария Анна фон Блюмеген. Те имат децата:
- Хуго Карл Едуард фон Залм-Райфершайт (* 15 септември 1803, Брюн; † 18 април 1888, Виена), 2. княз и алтграф на Залм-Райфершайт-Райц, индустриалец и политик в Моравия, женен на 6 септември 1830 г. в Герлахсхайм за алтграфиня Леополдина Йозефина Кристиана Поликсена фон Залм-Райфершайт-Краутхайм и Герлахсхайм (* 24 юни 1805, Герлахсхайм; † 4 юли 1878, Брюл до Виена)
- Роберт фон Залм-Райфершайт-Райц (* 19 декември 1804; † 25 март 1875), алтграф, женен на 7 юни 1845 г. за графиня Фелиция Сидония фон Клари и Алдринген (* 9 окжтомври 1815, Виена; † 17 февруари 1902, Виена), бездетен
- Хуго Ернст фон Залм-Райфершайт-Райц (* 8 май 1806; † 16 май 1806)